# Love Place
Love Place ist das vierte Studioalbum der japanischen Sängerin Kana Nishino. Es wurde am 5. September 2012 in Japan veröffentlicht und debütierte in der ersten Woche auf Platz 2 mit 167.712 verkauften Einheiten in den Oricon-Charts in Japan.

## Hintergrund
Im Jahr zuvor veröffentlichte Nishino ihr drittes Studioalbum „Thank You, Love“, das sich mit fast 400.000 verkauften CDs zwar nicht so viel wie das Studioalbum davor, „To Love“, verkaufte, das fast 750.000 verkaufte CDs einbrachte, aber trotzdem enorm erfolgreich war. Die erste Single nach dem dritten Studioalbum war „Tatoe Donna ni...“ (たとえ どんなに...), wurde im November 2011 veröffentlicht und wurde mit Drei-fach-Platin, für mehr als 750.000 legale Downloads, ausgezeichnet. Die im März 2012 gefolgte Single mit dem Titel „Sakura, I Love You?“ erreichte hingegen jedoch nur den Platin-Status für 250.000 legale Downloads und auch die folgende Single „Watashitachi“ (私たち), die im Mai des Jahres veröffentlicht wurde, wurde dafür mit Platin ausgezeichnet. Im Juni des Jahres veröffentlichte man schließlich die letzte Single vor dem vierten Studioalbum, „Go for It!!“. Diese Single wurde mit Doppel-Platin für 500.000 legale Downloads ausgezeichnet. Das Studioalbum „Love Place“ hat somit im Gegensatz zu ihrem zweiten und dritten Studioalbum keine Lieder, die mit „Million“ (japanisches Äquivalent für die Auszeichnung „Diamant“; erhält man bei einer Million verkauften Einheiten) ausgezeichnet wurden. Neben zwei Übergängen (Intro und Outro), der B-Seite „Happy Half Year!“ und den vier zuvor veröffentlichten Singles, verfügt das Studioalbum über acht weiteren Titeln, wovon „Be Strong“ als Promo-Single mit einem Musikvideo veröffentlicht wurde.

## Details zum Album
Neben der regulären CD-Version wurde eine CD+DVD-Version veröffentlicht, die die Musikvideos der Singleauskopplungen „Tatoe Donna ni...“, „Sakura, I Love You?“, „Watashitachi“, „Go for It!“ und der Promo-Single „Alright“ aus dem Studioalbum „Thank You, Love“ mit den jeweiligen Making-ofs beinhaltet. Für mehr als 250.000 verschiffte Einheiten, wurde das Album von der RIAJ mit Platin ausgezeichnet.

## Titelliste

### CD
Katalognummer: SECL-1180 (Reguläre CD-Version)
| #   | Titel                            | Übersetzung                   | Text                         | Komposition                                         | Arrangement                                   | Länge |
| --- | -------------------------------- | ----------------------------- | ---------------------------- | --------------------------------------------------- | --------------------------------------------- | ----- |
| 1.  | "Prologue": "Welcome"            | "Prolog": Willkommen          | Kana Nishino                 | DJ Mass, Kyoko Osako, Emi Hayashi, Toshihiro Takita | Vivid Neon, Kyoko Osako                       | 1:42  |
| 2.  | Watashitachi 私たち              | Wir                           | Kana Nishino                 | Giorgio Cancemi                                     | Giorgio Cancemi                               | 5:47  |
| 3.  | Day 7                            | Tag 7                         | Kana Nishino                 | Yuichi Hayashida                                    |                                               | 5:07  |
| 4.  | Go for It!!                      | Tue es!                       | Kana Nishino                 | Fast Lane                                           |                                               | 3:57  |
| 5.  | Be Strong                        | Sei stark                     | Kana Nishino                 | Kasumi, Sotenbo                                     |                                               | 4:45  |
| 6.  | Happy Half Year!                 | Frohes Halbjahr!              | Kana Nishino                 | Sky Beatz, Fast Lane, Lisa Desmond, Filip Lindfors  |                                               | 4:36  |
| 7.  | Love Song                        | Liebeslied                    | Kana Nishino, Saeki YouthK   | Saeki YouthK                                        | Yuichi Hayashida                              | 4:31  |
| 8.  | Fantasy                          | Fantasie                      | Kana Nishino, DJ Mass, Envie | DJ Mass, Kyoko Osako                                | Vivid Neon, Kyoko Osako                       | 3:27  |
| 9.  | Is This Love?                    | Ist dies Liebe?               | Kana Nishino                 | Yuichi Hayashida                                    |                                               | 4:54  |
| 10. | Honey                            | Honig                         | Kana Nishino, DJ Mass        | DJ Mass, Kyoko Osako, Toshihiro Takita              | Vivid Neon, Toshihiro Takita                  | 4:24  |
| 11. | Sakura, I Love You?              | Kirschblüten, liebe ich euch? | Kana Nishino                 | Jeff Miyahara                                       |                                               | 4:41  |
| 12. | Tatoe Donna ni… たとえ どんなに… | Egal wie…                     | Kana Nishino, Saeki YouthK   | Saeki YouthK                                        | Yuichi Hayashida                              | 5:33  |
| 13. | Kiss & Hug                       | Küssen und umarmen            | Kana Nishino                 | Ryo Nakamura, Yoo Nakamura                          | Vivid Neon, Takashi Yamaguchi, Tomoyuki Ogawa | 4:59  |
| 14. | My Place                         | Mein Platz                    | Kana Nishino                 | Shinquo Ogura                                       |                                               | 5:56  |
| 15. | Epilogue: "Love Place"           | Epilog: "Liebesplatz"         | Kana Nishino                 | DJ Mass, Kyoko Osako, Emi Hayashi, Toshihiro Takita | Vivid Neon, Kyoko Osako                       | 1:41  |

### DVD (Kana Nishino Video Clips Vol. 4)
Katalognummer: SECL-1178/9 (Limitierte CD+DVD-Version)
| #   | Titel               | Anmerkung         |
| --- | ------------------- | ----------------- |
| 1.  | Alright             | Video Clip        |
| 2.  | Alright             | Video Clip Making |
| 3.  | Tatoe Donna ni…     | Video Clip        |
| 4.  | Tatoe Donna ni…     | Video Clip Making |
| 5.  | Sakura, I Love You? | Video Clip        |
| 6.  | Sakura, I Love You? | Video Clip Making |
| 7.  | Watashitachi        | Video Clip        |
| 8.  | Watashitachi        | Video Clip Making |
| 9.  | Go for It!!         | Video Clip        |
| 10. | Go for It!!         | Video Clip Making |

## Veröffentlichung
| Datum              | Land     | Format                                             | Label                                            |
| ------------------ | -------- | -------------------------------------------------- | ------------------------------------------------ |
| 05. September 2012 | Japan    | CD, CD+DVD                                         | SME Records                                      |
| 07. September 2012 | Taiwan   | CD+DVD                                             | Sony Music Entertainment Taiwan Ltd.             |
| 11. September 2012 | Südkorea | CD                                                 | Sony Music (KR)                                  |
| 12. September 2012 | Hongkong | CD+DVD, CD+DVD+Heft                                | Sony BMG Music Entertainment (Hong Kong) Limited |
| 15. September 2012 | Hongkong | CD+DVD+Postkarten                                  | Sony BMG Music Entertainment (Hong Kong) Limited |
| 16. März 2013      | Taiwan   | Limitierte CD mit einem Kalender für das Jahr 2013 | Sony Music Entertainment Taiwan Ltd.             |

## Verkaufszahlen und Charts-Platzierungen

### Charts
| Charts                               | Positionen |
| ------------------------------------ | ---------- |
| Tägliche Oricon Album-Charts         | 2          |
| Wöchentliche Oricon Album-Charts     | 2          |
| Jährliche Oricon Album-Charts (2012) | 17         |

### Verkäufe
| Charts              | Erste Woche | Insgesamt | Charts-Aufenthalt |
| ------------------- | ----------- | --------- | ----------------- |
| Oricon Album-Charts | 167.712     | 346.495   | 51 Wochen         |